# Володимировичі
Володи́мировичі — діти київського князя Володимира Святославича від різних дружин. Після смерті Володимира в 1015 році почалася династична криза, що призвела до міжусобної війни ними. У ній загинули князі Борис і Гліб, які стали першими місцевими святими Руської церкви. 1019 року у міжусобиці переміг Ярослав Мудрий, що зайняв  батьківський великокняжий престол у Києві.

## Перелік
- Вишеслав (бл. 980—бл. 995? до 1010), князь новгородський (990—1010)
- Ізяслав (981—1001), князь полоцький (бл.990—1001)
- Святополк (981—після 1019), князь турівський (990—1015), великий князь київський (1015—1019)
- Святослав (бл.982—1015), князь древлянський (990—1015)
- Ярослав (бл.983—20.02.1054), князь ростовський (990—?), великий князь київський (1015—1054)
- Мстислав (бл.983—1036), князь тмутороканський (бл. 990/1010—1023), чернігівський (1015—1036)
- Предслава (між 983/986— після 1011 до 1042) ∞ наложниця польського короля Болеслава І
- Всеволод (між 983/984—до 1015), князь володимирський (990—1008/1013)
- Станіслав (бл.985—до 1015), князь смоленський (990—1015)
- Судислав (бл.986? —1063), князь псковський (1014—1036)
- Борис (л.986? —1015), князь ростовський (1010—1015)
- Гліб (бл.987 ? —1015), князь муромський (1013—1015)
- Прямислава (бл.987/988—?) ∞ Ласло Лисий, угорський князь
- NN Володимирівна (?—?) ∞ Бернгард II, маркграф Північної марки
- Позвізд (до 988/989—1015 ?), мав володіння на Волині.

### Монографії
- Войтович Л. 3.1. Династія Рюриковичів. //  Князівські династії Східної Європи (кінець IX — початок XVI ст.). Львів: Інститут українознавства, 2000.
- Войтович Л. Княжа доба: портрети еліти . — Біла Церква, 2006. С. 232—279.

### Довідники
- Галушка, А.А. Усобиця Володимировичів 1015—1019 [Архівовано 13 березня 2016 у Wayback Machine.] // Енциклопедія історії України : у 10 т. / редкол.: В. А. Смолій (голова) та ін. ; Інститут історії України НАН України. — К. : Наукова думка, 2013. — Т. 10 : Т — Я. — С. 246. — ISBN 978-966-00-1359-9.